# 웹 호스팅 서비스
웹 호스팅 서비스(web hosting service)는 인터넷 호스팅 서비스의 일종으로 개인과 단체가 월드 와이드 웹을 통하여 웹사이트를 제공하는 것을 뜻한다. 웹 호스팅 또는 호스팅은 인터넷 연결을 제공할 뿐만 아니라, 데이터 센터에서 소유한 서버의 전체 또는 일부 공간을 클라이언트가 이용할 수 있도록 임대해 주는 서비스를 가리킨다.

## 서비스 범위
호스팅 서비스 범위는 매우 다양하다. 가장 기본적인 것은 웹 페이지와 작은 크기의 파일 호스팅으로, 파일들은 파일 전송 프로토콜(FTP)이나 웹 인터페이스를 거쳐 업로드할 수 있다. 이 파일들은 보통 웹으로 전송된다. 수많은 인터넷 서비스 제공업체(ISP)들은 이 서비스를 신청자들에게 무료로 제공한다. 개인 웹 사이트 호스팅은 일반적으로 무료이거나 광고 스폰서를 받거나 값이 싼 편이다. 사업용 웹 사이트 호스팅은 비용이 더 비싸다.

## 호스팅의 종류
- 무료 웹 호스팅 서비스
- 공유 웹 호스팅 서비스
- 전매 웹 호스팅
- 가상 사설 서버
- 개통 호스팅 서비스
- 관리 호스팅 서비스
- 콜로케이션 웹 호스팅 서비스
- 클라우스 호스팅
- 클러스터 호스팅
- 그리드 호스팅
- 홈 서버

이 밖에도 웹 서비스 제공자가 제공하는 호스팅의 종류는 다음과 같다:
- 파일 호스팅 서비스
- 이미지 호스팅 서비스
- 비디오 호스팅 서비스
- 블로그 호스팅 서비스
- 원클릭 호스팅
- 페이스트빈(Pastebin) 호스트
- 쇼핑 카트 소프트웨어

## 같이 보기
- 전용 호스팅 서비스
- 서비스 수준 협약서